# Portcontainer

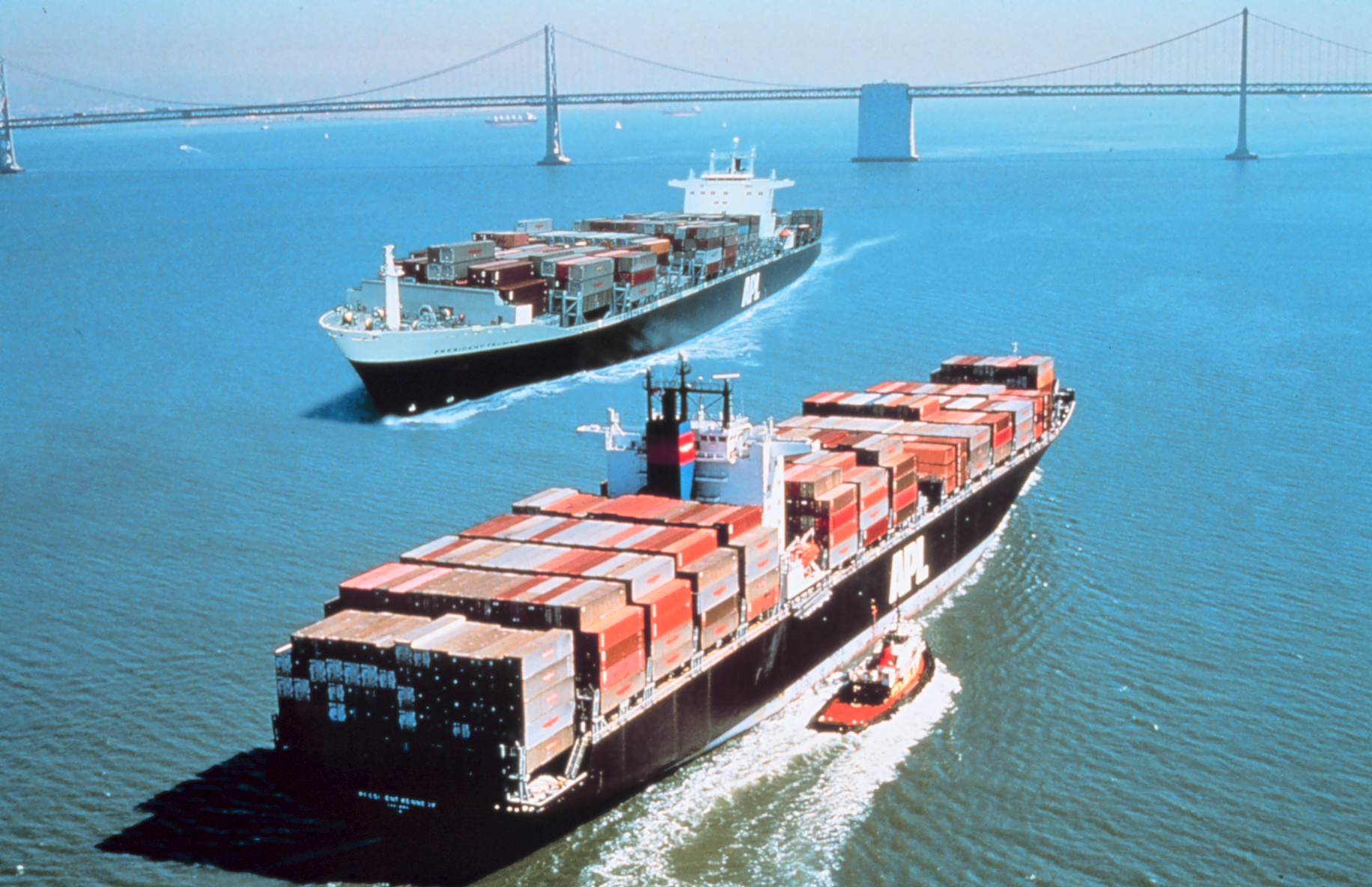
Două portcontainere trec prin San Francisco Bay

Portcontainerul este o navă cargou care transportă containere de mărimea unui camion, printr-o tehnică numită containerizare. Ele formează un mijloc comun de transport de marfă comercială.